# Кермечник татарський
Керме́чник тата́рський, або гоніолі́мон тата́рський (Goniolimon tataricum) — багаторічна рослина родини кермекових. Вирізняється компактною листковою розеткою і кулястим густим суцвіттям із численними дрібними квітками. Після достигання насіння воно відламується цілком і переноситься вітром — рослини такого типу відомі під народною назвою «перекотипо́ле». Вид поширений у посушливих місцевостях Європи, Західної Азії та Північної Африки, в окремих регіонах рідкісний і знаходиться під охороною. У садівництві кермечник татарський використовують як декоративну рослину, також можливе використання цього виду як танідоносної та протиерозійної рослини.

## Назва
Першовідкривач цього виду, П'єр Едмон Буасьє, спочатку відніс його до роду Кермек, що має латинську назву Limonium. Згодом систематику родини Кермекових переглянули і цей вид разом з кількома іншими виділили в окремий рід, що отримав назву, похідну від первинного терміну, — Кермечник. Латиною назва нового роду звучить як Goniolimon: від слів gonio — «кут» та limon — «лука». Перша частина назви вказує на кутасту форму основи стебла, а друга — на улюблені цими рослинами відкриті біотопи.
Видовій назві «татарський» ця рослина зобов'язана першій особині, яка потрапила до рук ботаніка, ймовірно, з південного Уралу. Принаймні, у протолозі місце знахідки описано як «у Татарії».
У Словнику українських наукових і народних назв судинних рослин Ю. Кобіва для цього виду наведені такі народні назви як кірома́н тата́рський, жовти́ло, тула́н, а також ряд назв, ймовірно, тюркського походження: кирмя́к, кірма́к, кирма́к, куряк. Назва невмиру́щий цвіт вказує на здатність сухих суцвіть цього виду зберігати свій колір і форму. Ще одну назву — керме́к тата́рський — слід вважати застарілим науковим синонімом.

## Опис

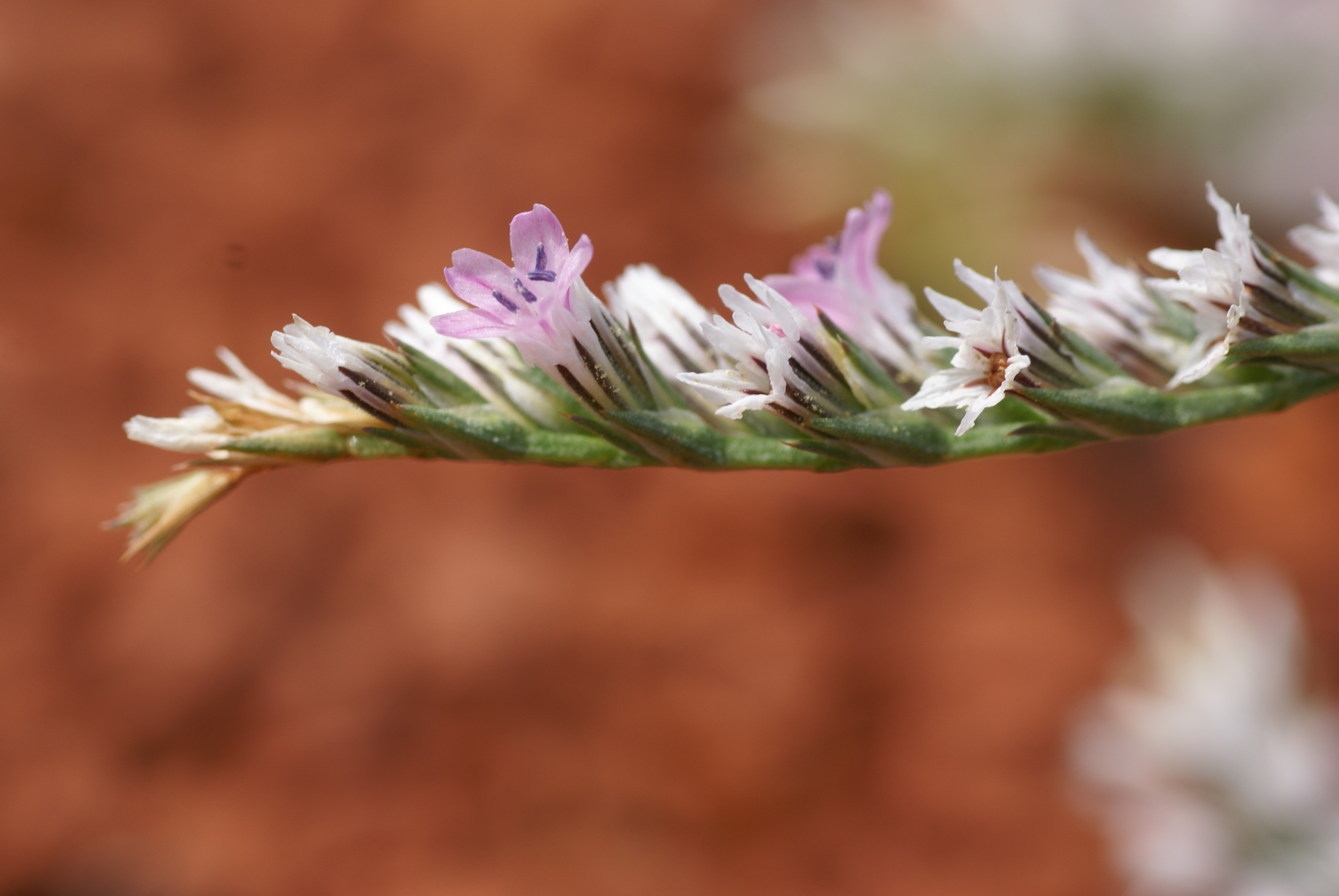
Частина суцвіття — колос, що складається з крихітних 1-3-квіткових колосків.

Багаторічна трав'яниста рослина 10—40 (зрідка до 50) см заввишки та 30—45 см завширшки; гемікриптофіт. Корінь завдовжки до 1 м, міцний, стрижневий з численними бічними корінцями, на більшій частині своєї довжини доволі тонкий. У верхній частині корінь переходить у каудекс — товстий, простий або коротко розгалужений на 2—4 частини.
Стебла нечисленні (2—4, зрідка до 10 штук), прямостоячі, ширококрилаті, у нижній частині дуже кутасті, починають вилчасто галузитися від середини або нижньої третини висоти. У старих особин біля основи стебел помітні залишки старих листків. Головний пагін напіврозетковий. Нижні листки зібрані в прикореневу розетку, великі (5—25 см завдовжки та 1—3,5 см завширшки), еліптично-ланцетні, серединні та верхівкові — сидячі, дрібні. Загалом листки голі, жорсткі, світло-зелені, вкриті численними вапнистими цятками. Листкові пластинки нижніх листків цілісні, цілокраї, шкірясті, з клиноподібною основою, що переходить у широкий плаский черешок такої ж довжини, що й листкова пластинка. Верхівки листків загострені, звужені у вістря завдовжки до 5 мм. Стеблові листки склероморфні, лускоподібні. Слід зазначити, що пагони цієї рослини мають коротке і негусте опушення, втім, у Криму трапляються особини із дуже слабким опушенням або майже голі (за винятком чашечок). Таксономічний статус таких популяцій остаточно не з'ясований (див. розділ «Таксономія»).
Один або два квітконоса зелені, внизу виразно кутасті, вище сильно розгалужені, ширококрилаті. Суцвіття дуже густе, має вигляд несправжніх волотей завдовжки до 30 см та завширшки до 15 см. «Волоті» складаються з численних однобічно дворядних колосів 1—1,5 см завдовжки та до 1 см завширшки. Вони, в свою чергу, поділені на дрібні колоски завдовжки 7—8 мм. Кожен колосок несе покривний листок, два приквітки і від однієї до трьох дрібних квіток біло-рожевого кольору, втім, їхня загальна кількість дуже велика, тому квітучий кермечник татарський виглядає як хмара. На початку цвітіння суцвіття має форму парасолі, наприкінці цвітіння і при достигання насіння бічні відгалуження квітконосу дугоподібно відгинаються донизу і суцвіття набуває кулястої форми. Квітки актиноморфні, двостатеві, п'ятичленні, із подвійною оцвітиною; їхня довжина і ширина однакові й дорівнюють приблизно 4 мм, за іншими відомостями, довжина квіток може сягати 7—8 мм. Приквітки трав'янисті, з вузьким плівчастим краєм, у довжину не перевищують трубку чашечки. Чашечка завдовжки 7—8 мм, вузьколійчаста, опушена, із білим відгином. Віночок від бузково-рожевого до рубіново-червоного чи темно-бордового кольору. Тичинок п'ять. Після достигання насіння суцвіття висихає, набуває бурувато-жовтого кольору.
Плід — лізикарпна однонасінна коробочка, яка зберігає залишки чашечки.
Число хромосом 2n = 16, 32.

## Поширення

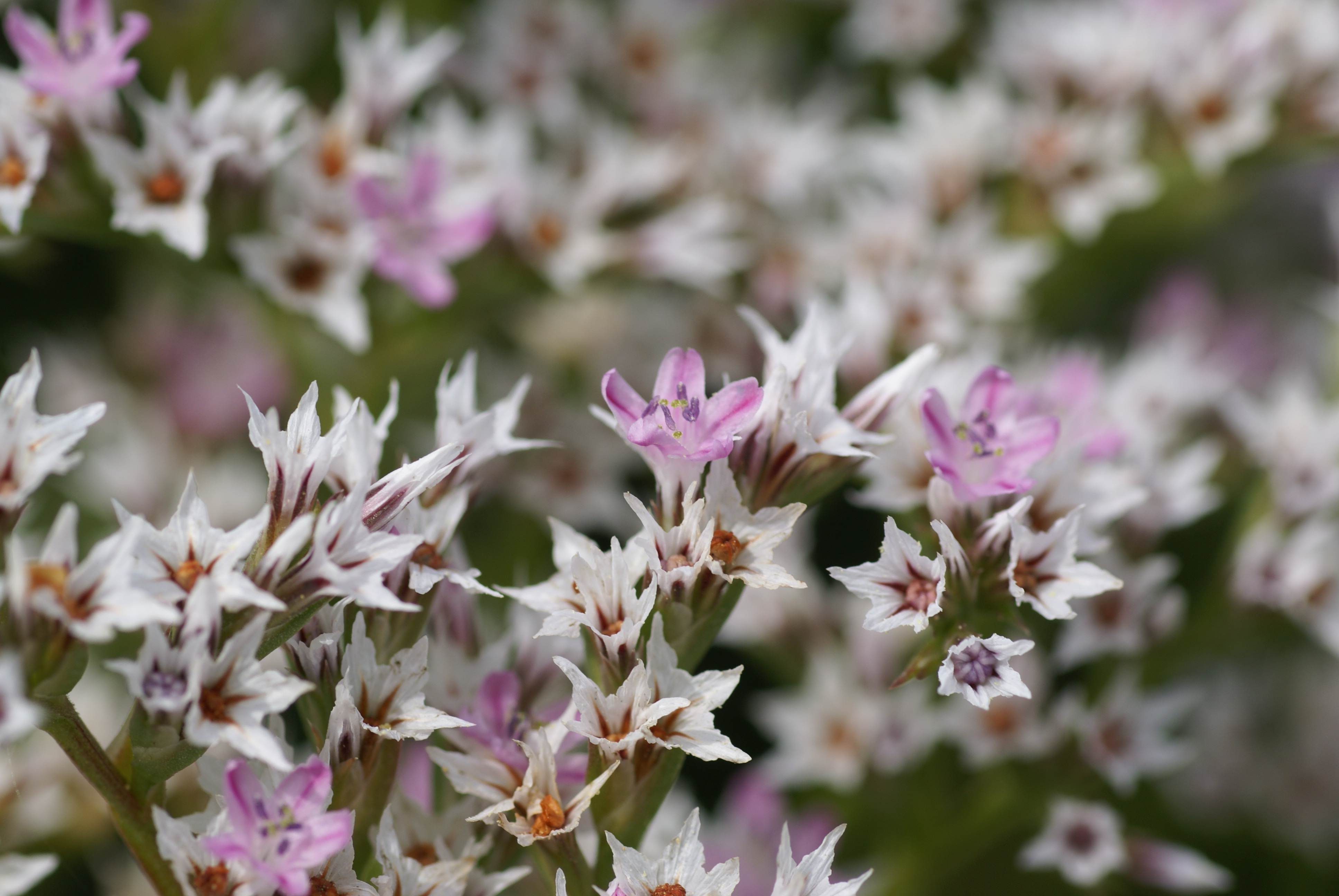
Квітки у збільшеному вигляді.

Ареал цієї рослини охоплює посушливі області Південної та Східної Європи, Кавказу, а також окремі частини Північної Африки, зокрема, терени Алжиру й Тунісу. В Україні кермечник татарський поширений по всьому степу, але на Правобережжі трапляється дещо рідше. Північна межа розповсюдження пролягає через лісостепову смугу Лівобережжя, зокрема, терени Полтавської та Харківської областей. На півдні країни цей вид є звичайним у приморських районах, також трапляється у передгір'ях Кримських гір, але на південному узбережжі Криму дуже рідкісний. Далі на схід у Росії він відомий лише у Воронезькій, Бєлгородській, Саратовській областях і в Передкавказзі. Західна межа європейської частини ареалу пролягає через Молдову.

## Екологія
Рослина дуже світлолюбна, морозостійка (здатна витримати морози до -34 °C), витривала до дії високих літніх температур, посухи, солевитривала. Завдяки приземкуватим, міцним пагонам стійка до дії вітрів. Віддає перевагу добре дренованим та прогрітим, доволі плодючим ґрунтам із нейтральною реакцією та помірним вмістом кальцію. У степах зазвичай зростає на каштанових ґрунтах і чорноземах, що розвинулись на лесових породах. У приморських районах трапляється на черепашниках. У передгір'ях оселяється на вапнякових відслоненнях, задернованих крейдяних схилах. Кермечник татарський входить до складу рослинних угруповань класу Festuco-Brometea, Festucetalia valesiacae. У фітоценозах він зростає поодинокими особинами або нечисельними групами.
Кермечник татарський в природі розмножується насінням, у культурі можливе вегетативне розмноження поділом каудексу. Квітне у червні — липні. Квіти запилюються комахами. Після достигання насіння у липні — серпні сухе суцвіття відламується біля самої основи і в неушкодженому вигляді переноситься вітром (цьому сприяє його майже куляста форма). Через цю особливість рослина отримала народну назву «перекотиполе». Під час цих «мандрів» відбувається розсіювання насіння (анемохорія).

## Використання
Кермечник татарський має обмежене господарське застосування. Він відомий перш за все як декоративна рослина. У садівництві цей вид набув популярності завдяки невибагливості (особливо посухостійкості), рясному цвітінню, компактності. Зазвичай цю рослину висаджують в альпінаріях, на сухих кам'янистих гірках. До початку повного розкриття квіток суцвіття можна зрізати й засушити у підвішеному стані. При цьому вони не втрачають ані форми, ані кольору. Завдяки цій особливості кермечник татарський часто використовують в аранжуванні сухих букетів (так званий сухоцвіт). У культурі насіння цього виду висівають у квітні, а в серпні-вересні молоді рослини пересаджують на постійне місце. Зацвітають вони наступного року, за сприятливих умов дають самосів. У культурі рослини цього виду інколи вражає коренева гниль та ботритіс, але трапляється це при порушенні агротехніки (поганий дренаж, висока вологість повітря).
Корені цієї рослини містять багато дубильних речовин, втім, як промислову сировину її не використовують. Натомість, кермечник татарський можна застосовувати для рекультивації порушених ґрунтів, особливо в посушливих місцевостях, де відтворення трав'яного покриву утруднене. Довгий корінь кермечника, що проникає на значну глибину, добре затримує часточки ґрунту, запобігаючи його вимиванню чи вивітрюванню.

## Природоохоронний статус
У центральних частинах свого ареалу ця рослина звичайна. У природних умовах її насіннєве відтворення можна охарактеризувати як добре, популяції як стійкі, а помірне випасання худоби у місцях зростання навіть поліпшує їхній стан. Однак кермечник татарський дуже чутливий до зміни середовища, тому в місцях значного антропогенного впливу вид стає нечисельним. З чинників, що негативно впливають на його існування, найбільш загрозливими є збирання рослин на букети, витоптування, випалювання степу, заліснення, надмірне випасання тощо. У зв'язку з цим навколо великих міст ця рослина трапляється нечасто, а на північній межі ареалу взагалі стає рідкісною.
В Україні кермечник татарський підлягає охороні у Кіровоградській, Полтавській, Дніпропетровській, Запорізькій областях, а в Харківській області він занесений до регіонального Червоного списку рослин. За межами України вид охороняється у Росії, де він занесений до Червоних книг Бєлгородської та Воронезької областей.

## Таксономія
Знайдені у приморських районах України особини без опушення були описані ботаніком М. В. Клоковим як гоніолімон таврі́йський (Goniolimon tauricum). Проте, враховуючи мінливість цього виду, самостійність цього таксона була піддана сумніву. З огляду на це, М. М. Цвєльовим було запропоновано розглядати такі рослини як різновид гоніолімон тата́рський таврі́йський (Goniolimon tataricum (L.) var. tauricum (Klokov)).
За даними сайту The Plant List для цього таксона зафіксовані наступні синоніми:
- Goniolimon beckerianum Janka
- Goniolimon collinum var. bulgaricum Novák
- Goniolimon tataricum f. bulgaricum (Novák) Ančev
- Goniolimon tataricum f. ciliatum Ančev
- Limonium tataricum (L.) Mill.
- Statice tatarica L.
- Taxanthema tatarica (L.) Sweet[6]

За даними І. І. Мойсієнка до синонімічних слід зарахувати ще й такі назви:
- Goniolimon tataricum var. typicum
- Goniolimon tataricum var. puberulum
- Goniolimon tataricum (L.) Boiss. var. tauricum (Klokov) Tzvelev
- Goniolimon tauricum
- Statice tatarica L. var. typica Regel.[5]